# Pesmes
Pesmes är en kommun i departementet Haute-Saône i regionen Bourgogne-Franche-Comté i östra Frankrike. Kommunen ligger i kantonen Pesmes som tillhör arrondissementet Vesoul. År 2022 hade Pesmes 1 082 invånare.

## Befolkningsutveckling
Antalet invånare i kommunen Pesmes
| Referens: INSEE |